# 阿马雷莱雅
阿马雷莱雅是葡萄牙贝雅区的一个堂区。总面积108.34平方公里，总人口2763人，人口密度25.5人/平方公里。